# Accord de libre-échange entre la Nouvelle-Zélande et la Chine
L'accord de libre-échange entre la Nouvelle-Zélande et la Chine est un accord de libre-échange, signé le 7 avril 2008 et entré en application le 1er octobre 2008. C'est le premier traité de libre-échange entre la Chine et un pays développé. Il est le premier traité de libre-échange de la Nouvelle-Zélande depuis le Closer Economic Relations.
L'accord exonère de droits de douane près de 35 % de types de marchandises échangés entre les deux États dès l'entrée en vigueur de l'accord et près de la totalité seront exonérés de droits de douane entre les deux pays après un délai d'application graduel de 12 ans, soit en 2019.
À la suite de cet accord, les importations chinoises de marchandises néo-zélandaises ont fortement augmenté de l'ordre de 260 % en cinq ans, passant de 2,2 milliards de dollars à 7,9 milliards de dollars, alors que les importations néo-zélandaises venant de Chine n'ont augmenté que de 37 %, passant de 6 milliards de dollars à 8,2 milliards de dollars.
En novembre 2016, la Chine et la Nouvelle-Zélande annoncent le lancement de négociation pour une mise à jour de l'accord, en vue de l'approfondir notamment sur le volée des barrières non tarifaires.
En janvier 2021, la nouvelle version de l'accord est signée par les deux parties. L'accord facilite les démarches administratives pour commercer entre les deux pays, abaisse les droits de douane sur les produits agricoles (dont les produits laitiers), les produits de la mer et les produits forestiers, baisse les barrières commerciales dans le secteur des services notamment dans l'aviation, l'éducation, la publicité, les services environnementaux et l'audiovisuel et l'accord augmente le nombre de visas délivrés par la Nouvelle-Zélande aux citoyens chinois. En février 2022, cette nouvelle version de cet accord est ratifiée par la Nouvelle-Zélande et entre en force en avril 2022.